# Aven du Caladaïre
Pour les articles homonymes, voir Aven (homonymie).
L'aven du Caladaïre est un gouffre situé sur la commune de Montsalier dans les monts de Vaucluse (plateau d'Albion), département français des Alpes-de-Haute-Provence. D'un point de vue hydrogéologique, cette cavité appartient au bassin versant de la fontaine de Vaucluse (Fontaine-de-Vaucluse, Vaucluse).

## Toponymie
L'aven ou le gouffre était appelé par les fermiers du voisinage « trou de l’Obœuf ». Le nom de gouffre du Caladaïre a été donné en 1945 en raison des restes humains trouvés au fond du premier puits. Ces restes furent attribués, par les habitants du pays, à un cantonnier (caladaïre en patois) disparu mystérieusement au siècle dernier.

## Spéléométrie
La profondeur de l’aven du Caladaïre est de 667 m, pour un développement d'environ 1 850 m. Toutefois, le développement serait plutôt compris entre 2000 et 3 000 m après intégration des réseaux des Rognons et du Monopoly explorés de 1984 à 1987.

## Géologie
L’aven s'ouvre dans les calcaires du Barrémien.

## Historique
En 1879, l’aven du Caladaïre est pointé sur la carte de Marius Bouvier. Les premiers repérages ont lieu en 1942 par les Éclaireurs de France (EdF) d’Apt, puis en 1944 Jean Marty et Pierre Servel d’Apt (Clan « Lei Collo Cremado », EdF) sondent l’aven à -62 m. La cote -10 m est atteinte en 1945 par Jean Marty, les EdF et la Société Spéléologique d'Avignon (SSA) atteignent la cote -220 en 1946, -313 en 1947, -470 en 1948, -487 en 1949. La reprise des explorations intervient en 1964 avec la Société Spéléologique d'Avignon (SSA) qui s’arrête à -518, puis à -640 en 1965 et touche le fond en 1966 à la cote -667 m . De 1975 à 1977, les spéléologues de Cavaillon, Vedène et Toulon découvrent des prolongements par escalade. De 1984 à 1987, la SSA explore divers réseaux situés entre les cotes -170 et -320 m.

## Traçages
Malgré un faible débit, une coloration est tentée le 12 août 1966 à la cote -445 m avec 50 kg d’uranine. Le colorant est sorti 92 jours plus tard à la fontaine de Vaucluse.

## Explorations
L’exploration de l’aven a été réalisée par des expéditions lourdes dont les temps de séjour sous terre ont atteint 145 heures en 1948 et près de 10 jours en 1949. L’exploration du 15 au 25 août 1949 représente le plus long séjour sous terre jamais effectué (231 heures consécutives), ainsi que le record féminin mondial de descente dans un gouffre (-487) par Geneviève Mazaud du clan Claude Sommer (Paris, EdF) qui faisait partie de l’équipe du fond avec un temps passé sous terre de 222 heures.
Le record féminin de durée sous terre est porté à 269 heures en 1955 dans le gouffre du Caladaïre par Brigitte Léger du clan du Moulin Vert (Paris, EdF).
Au cours de l’expédition de Pâques 1948, « une rupture d’agrès projeta un routier de 14 mètres de haut. Sa chute fut heureusement amortie par une flaque d’eau d’une vingtaine de centimètres, mais n’empêcha pas celui-ci de se fracturer le bassin et un coude. La remontée fut extrêmement pénible puisqu'elle dura 26 heures à tirer ce malheureux, inconscient, grâce à une piqûre de morphine ».
Explorations des réseaux des Rognons (de -270 à -320 m) et du Monopoly (de -170 à -220 m) par la SSA entre 1984 et 1987.

## Film
Les Éclaireurs de France y ont réalisé un film : « Le gouffre du Caladaïre et la grotte de Lombrives (35 et 16 mm) ».
La Société Spéléologique d'Avignon a réalisé un diaporama projeté le 14-4-1968 lors du XIe congrès régional du CSAPCAC.